# Vévi
Pour les articles homonymes, voir Banitsa.

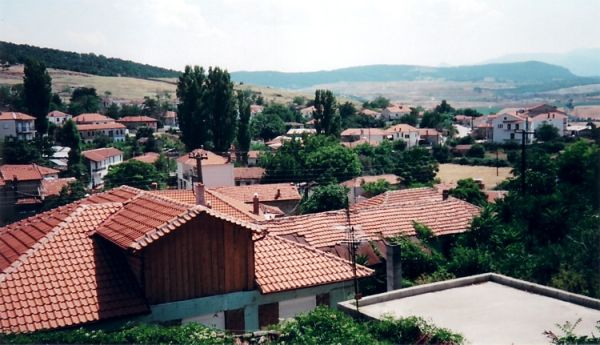
Vevi

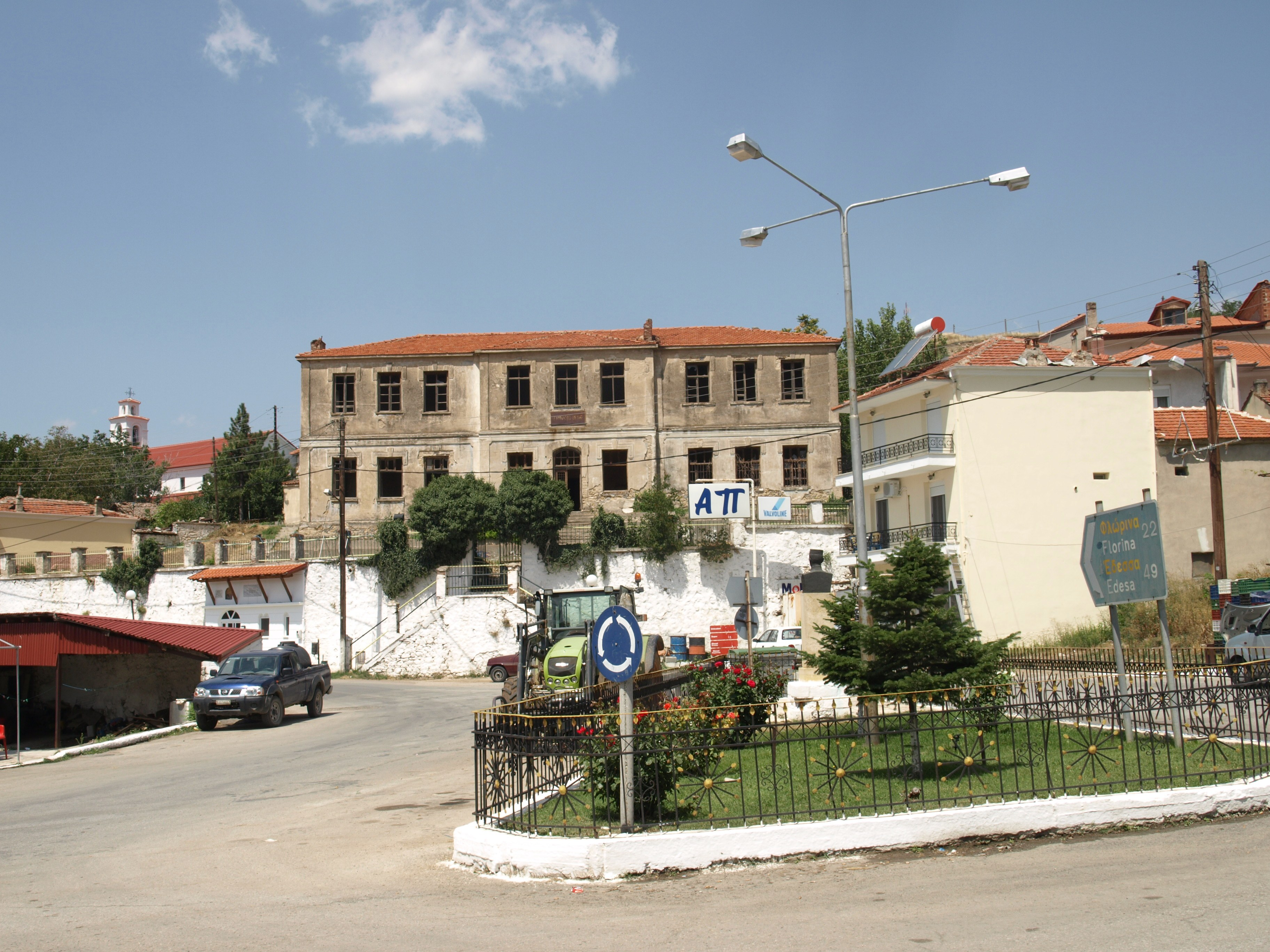
Vieille école à Vévi

Vévi (grec : Βεύη), aussi connue sous le nom de Banitsa (grec : Μπάνιτσα, Πάνιτσα, slave : Баница), est un village de Macédoine, en Grèce.
En 1913, lorsque la région devient grecque, des échanges de population ont lieu entre la Grèce, la Turquie, la Serbie et la Bulgarie. Un certain nombre de familles ont été expulsées entre 1913 et 1925, la majorité de la population Macédonienne de souche y-est restée malgré les nombreuses exactions et exécutions arbitraires commises par l’armée grecque. Aucun réfugié d’Asie Mineur ou d’ailleurs ne s’y est installé. Des Réfugiés ont été installés à Kato Vevi en 1925 le long de la ligne de chemin de fer reliant Thessalonike à Florina à 3 km de Vevi. Le village fut renommé Vévi en 1926.
Le village fut le théâtre de deux batailles, en 1912 lors de la Première Guerre balkanique et en 1941 pendant la bataille de Grèce.